# Croquis d'audience

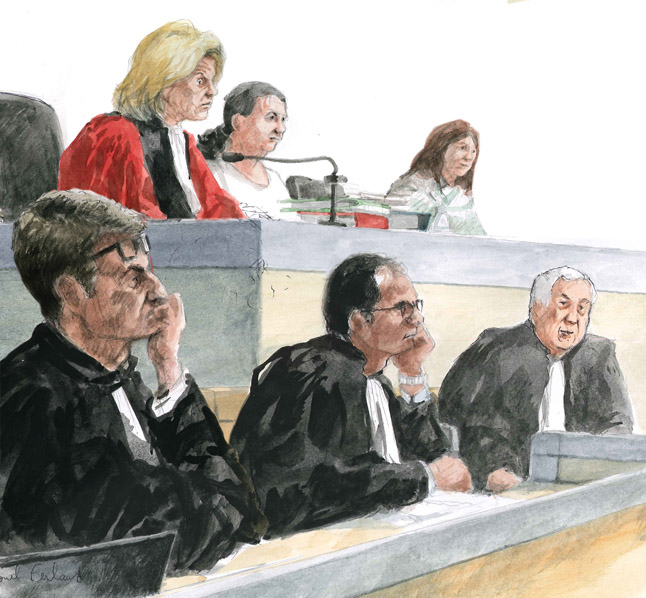
Cour d'assises du Var (France), mai 2016. Les avocats des parties civiles et madame le Procureur.

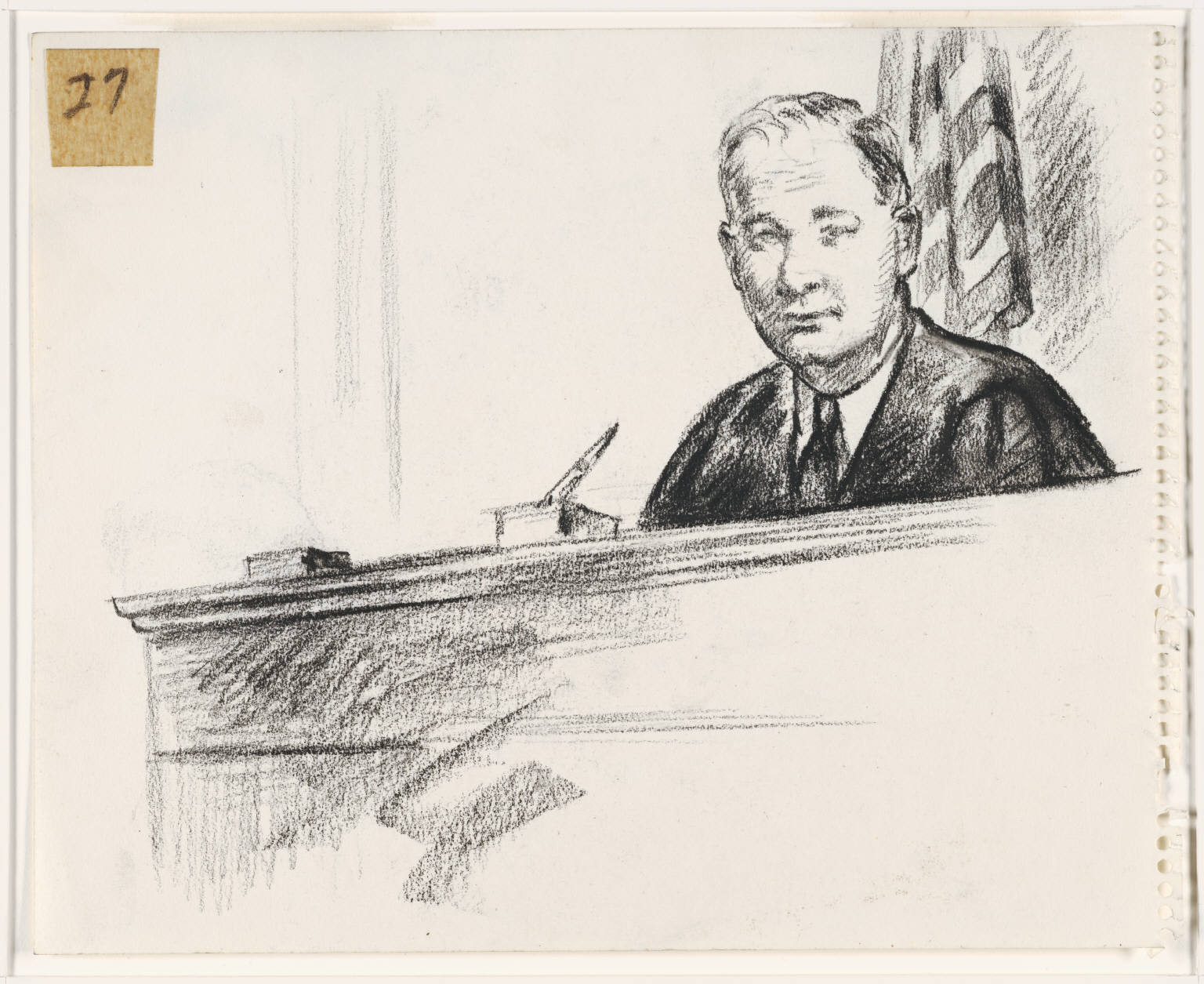
Le juge Harold M. Mulvey, 1971.

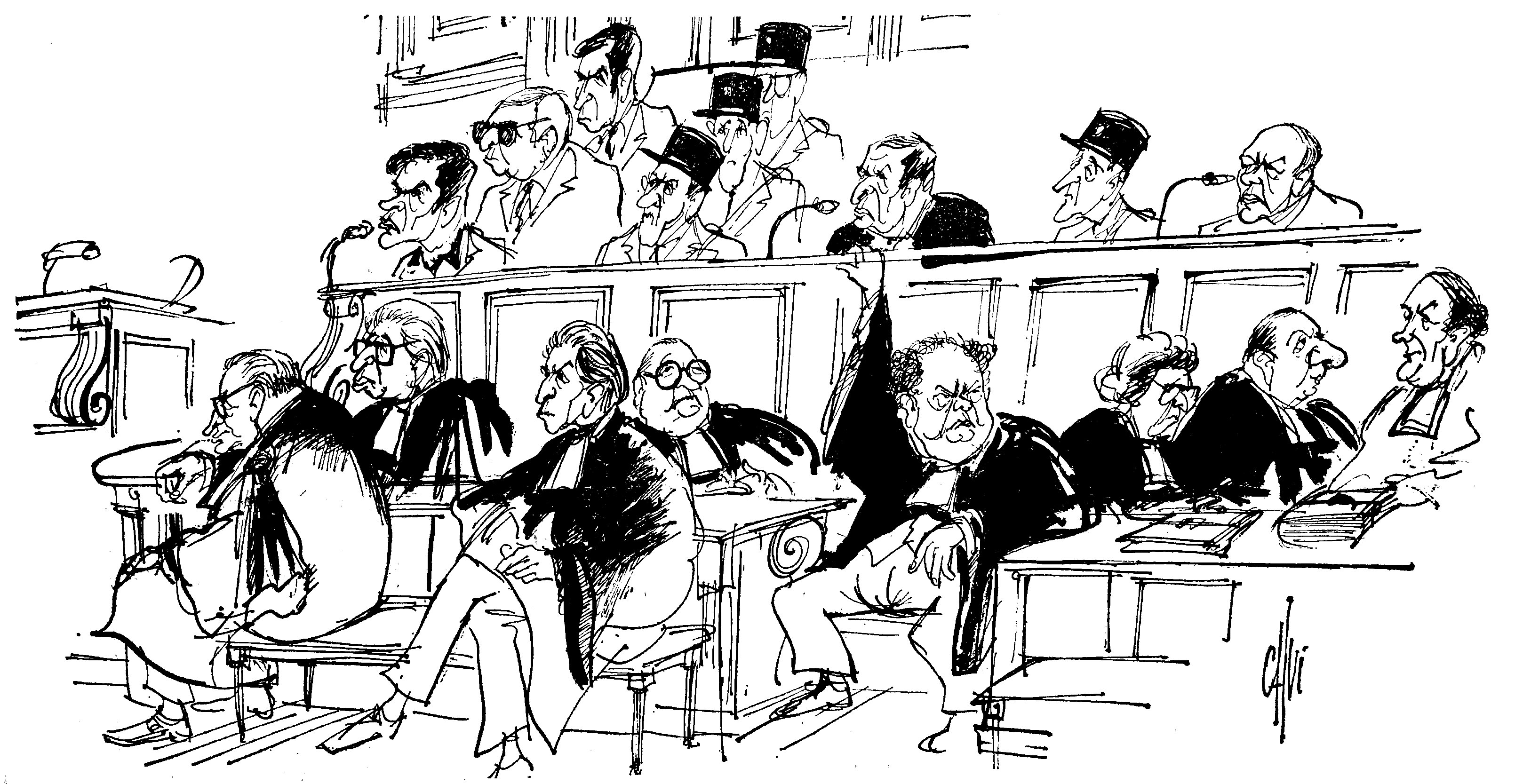
Procès des frères Guérini en 1969.

Le croquis d’audience est un dessin d’après nature réalisé au cours d’un procès et publié dans les médias suivant l’actualité judiciaire. Il permet d'illustrer une affaire sans enfreindre les lois des pays — notamment la France — qui interdisent toute prise de vue photographique ou cinématographique au cours des audiences des tribunaux.

## Histoire
La pratique remonte à l'utilisation de gravures au seizième siècle[réf. nécessaire]. Les images de la justice sont absentes des recherches des sciences humaines.
À une époque, des dessinateurs dessinaient les scènes de crime. En 1777, la vie du double-meurtrier Antoine-François Desrues a été donnée comme une bande dessinée alors que son procès fut bref.
En 1894, avec l'essor européen de la presse illustrée, le procès de l’abbé Bruneau donne lieu à la publication de plans des lieux plutôt que d'image du procès.
L'affaire Dreyfus donne lieu à des images hors procès,. 
Dès la moitié du XIXe siècle Honoré Daumier avait abordé le dessin d'audience dans la continuité de la caricature politique dans laquelle il excellait. Néanmoins ce n'est que deux ou trois décennies  plus tard que le genre deviendra vraiment populaire. Les artistes ont alors un véritable positionnement politique dans leurs œuvres qui sont invariablement traitées sous l'angle d'un humour plus ou moins engagé, de la caricature (Léandre, Daumier) à la satire (Forain, Depaquit, Faivre). 
Article 38 ter de la loi du 29 juillet 1881 n'empêchera cependant pas les photographes de faire des clichés de célèbres accusés pendant l'audience (Landru, le docteur Petiot, Gaston Dominici...). C'est qu'en réalité si la loi interdit la photographie dans la salle d'audience lors des débats, le président peut toujours l'autoriser de manière exceptionnelle. Cette tolérance trouvera ses limites lors du procès de Gaston Dominici en 1954. À partir de ces années, les photographes ne seront plus admis lors de l'audience publique, sauf pour les procès « historiques », qui seront intégralement filmés mais non retransmis en direct. 
Les affaires de crimes contre l’humanité comme Barbie, Touvier et Papon donnent lieu à un intérêt pour les scènes de procès.
Dans les procès d'assises plus ordinaires, nombre de dessinateurs continuent à intervenir plus ou moins fréquemment pour la presse écrite ou audiovisuelle. S'il reste encore quelques caricaturistes, la plupart des dessinateurs qui œuvrent dans les tribunaux depuis les années 1980 ont adopté un style beaucoup plus neutre qui rapproche leur dessin d'un travail documentaire (Vic, Noëlle Herrenschmidt, Sylvie Guillot, Rémi Kerfridin).

## Activité
Quand le dessin et la gravure étaient les seuls moyens de rapporter des images, le croquis d’audience était une pratique déjà courante. La législation lui a permis de se poursuivre.
Un dessinateur prend place dans le public, dans l'espace réservé à la presse ou à tout autre endroit où le président l'aura autorisé. Ainsi le dessinateur peut se retrouver en n'importe quel point de la salle d'audience, y compris là où sont installées les parties et réalise des croquis des magistrats, avocats, prévenus, témoins, etc. Une bonne technique de portraitiste, une bonne réactivité pour saisir postures et jeux de physionomies, sont donc requises, d’autant que les sujets ne sont pas toujours dans la situation optimale et le dessinateur doit parfois attendre que la personne se tourne pour la « saisir » très rapidement. 
Les croquis faits au cours des audiences peuvent ensuite être éventuellement retravaillés, mis en couleurs, pour être publiés dans un journal écrit ou télévisé. Les techniques employées peuvent être très variables mais on privilégie celles qui permettent la rapidité d’exécution et de séchage : crayon, feutres noirs et de couleur, parfois aquarelle.
Le dessinateur est généralement titulaire d’une carte de presse. Beaucoup sont des dessinateurs de presse et d’actualité, ou pratiquent d’autres activités artistiques, d’autres sont plus spécialisés dans le croquis d’audience.

## Dessinateurs d’audience
En France, les dessinateurs d’audience sont nombreux, néanmoins très peu d'entre eux exercent cette seule activité. Les besoins en images sont en effet liés aux procès très médiatisés, ce qui ne peut constituer un revenu fixe suffisant. Les dessins et autres croquis d'audience liés à l'actualité sont toujours commandés par les organes de presse écrite ou audiovisuelle. Ce type de commande n'émane qu'exceptionnellement d'une institution ou d'un privé. La plupart du temps, l'auteur vend des droits (à utiliser ses images) et non les dessins originaux. Le prix de la prestation n'est encadré par aucune convention particulière ; il provient d'un accord entre l'artiste et le commanditaire. Si la presse nationale les utilise pour les « grosses affaires », la presse quotidienne régionale ne fait quasiment plus appel à leurs services de manière chronique. D'ailleurs, il n'y a pas de formation spécifique pour cette activité. Les dessinateurs sont issus soit de la bande dessinée — Cabu, Calvi, Riss, Tignous, Fabrice Le Hénanff, François Boucq ou Marc Large —, soit d'une approche plus classique sur le dessin d'observation — Maurice Feuillet (L'Univers illustré), Gally Mathias, Astrid de La Forest (France 2), Sylvie Guillot, Rémi Kerfridin (groupe Nice-Matin), Noëlle Herrenschmidt, Benoît Peyrucq (Agence France-Presse), Élisabeth de Pourquery (France télévisions), Joris Le Dain en peinture à l'huile (Ouest-France), Dominique Lemarié, Édith Gorren ou Mathieu Boucheron. L'éventail des styles va donc de la caricature au dessin réaliste.
En Belgique, il s'agit notamment de Horn, Pierre Kroll, Martin Leroy, Jacques Sondron, Palix ou Monique Martin.
En Suisse, les dessinateurs d'audience sont Cécilia Bozzoli (Le Temps), Patrick Tondeux (La Tribune de Genève), Gilles-Emmanuel Fiaux (24 heures).